# Medea (Italie)
Pour les articles homonymes, voir Medea.
Medea est une commune italienne de la province de Gorizia dans la région Frioul-Vénétie Julienne en Italie.

## Administration
| Période                                  | Période | Identité | Étiquette | Qualité |
| ---------------------------------------- | ------- | -------- | --------- | ------- |
|                                          |         |          |           |         |
| Les données manquantes sont à compléter. |         |          |           |         |

### Hameaux
Ara Pacis, Monte di Medea, Sant’Antonio

### Communes limitrophes
Chiopris-Viscone, Cormons, Mariano del Friuli, Romans d'Isonzo, San Vito al Torre